# Marmorica (traghetto)
Il Marmorica è un traghetto appartenente alla compagnia di navigazione italiana Toremar.

## Caratteristiche
Quarta ed ultima unità di una serie di quattro unità gemelle costruite dai Cantieri navali del Tirreno e Riuniti a Palermo, dispone di servizi essenziali in virtù dei servizi locali coperti: bar, area giochi per bambini, sala poltrone e solarium sul ponte esterno. Gli ambienti interni sono inoltre dotati di impianto di aria condizionata. La capacità di trasporto è pari a 537 passeggeri e 106 automobili. 

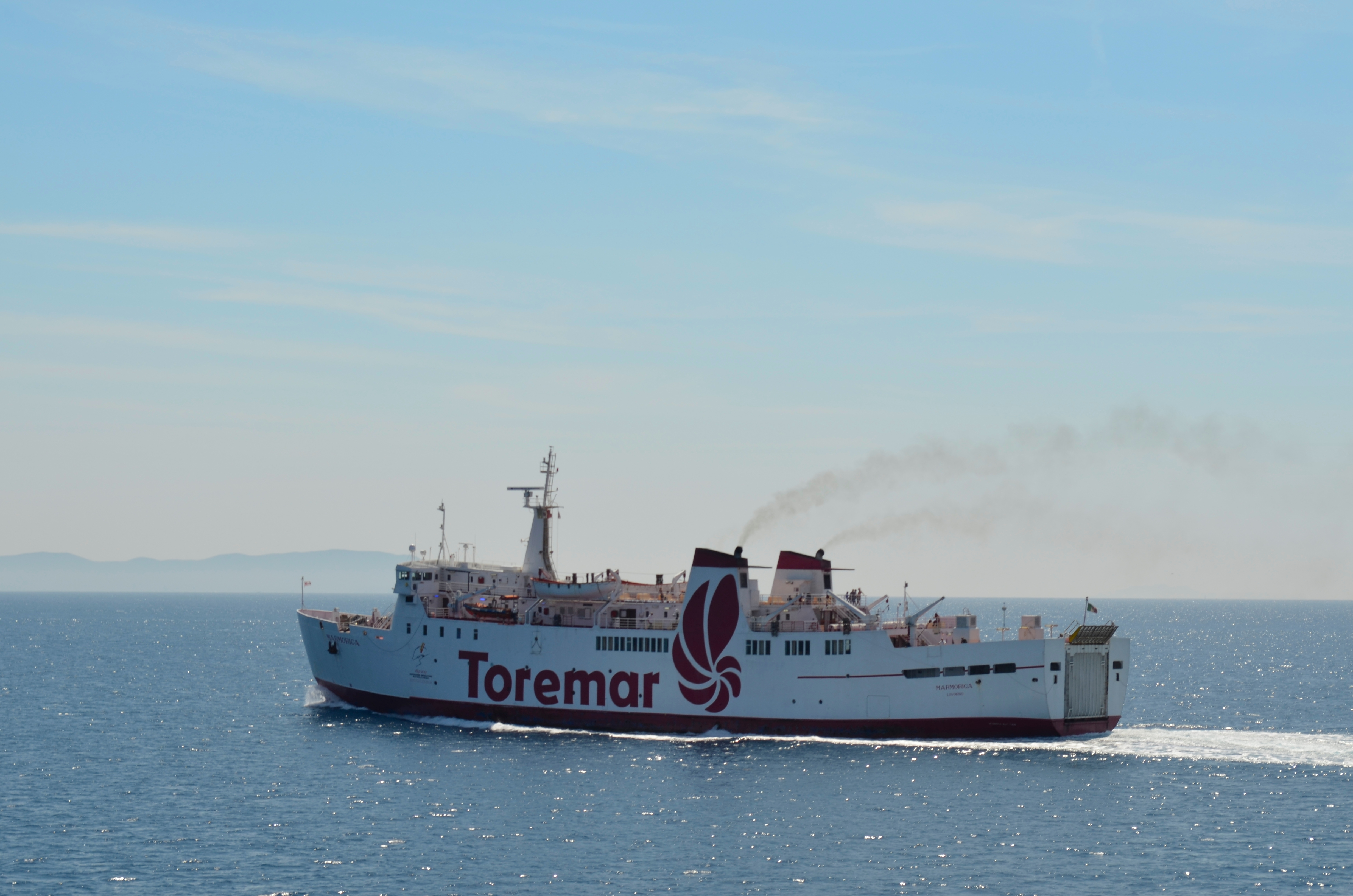
Il Marmorica in navigazione nel 2014.

La propulsione è affidata ad una coppia di motori GMT da 18 cilindri in grado di erogare una potenza complessiva di 5.560 kW; la velocità massima raggiungibile è pari a 18 nodi.

## Servizio
Varato il 22 marzo 1980 nei Cantieri Navali del Tirreno Riuniti di Palermo con il nome di Marmorica insieme al gemello Oglasa e consegnato l'8 agosto successivo alla Toremar, prende servizio pochi giorni dopo nei collegamenti tra Livorno, Gorgona e Capraia, compiendo la traversata in poco meno di 2 ore e mezza.
Nell'ottobre del 1980, data l'oggettiva inadeguatezza del molo di Capraia all'attracco in sicurezza del Marmorica, viene trasferito nei collegamenti tra Piombino e Portoferraio, dove opera tutt'oggi. Negli anni, viene tuttavia saltuariamente impiegato anche nei collegamenti tra Livorno, Gorgona e Capraia nei periodi di manutenzione del Liburna, fino alla stagione invernale 2009-2010.

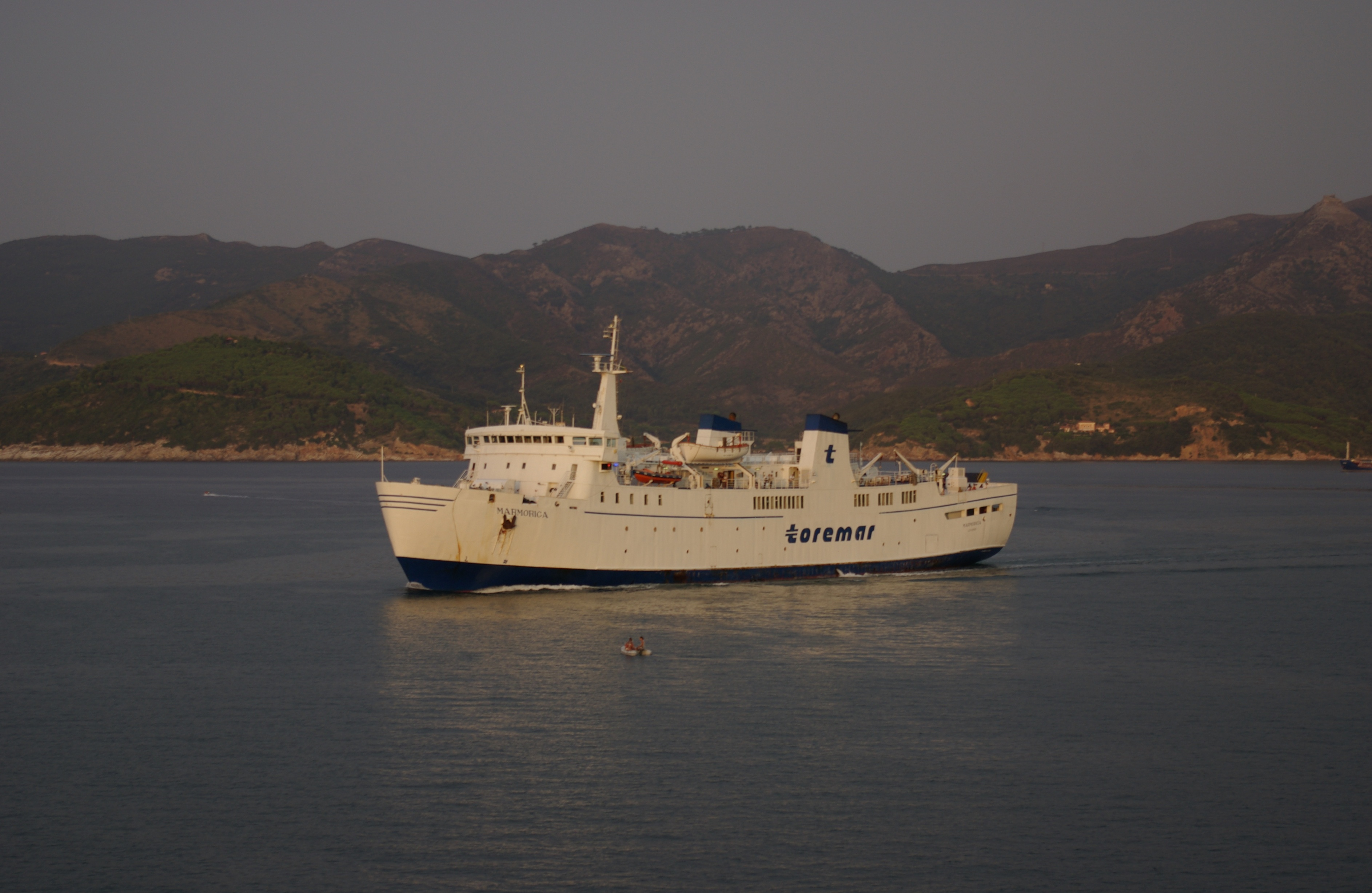
Il Marmorica in arrivo a Portoferraio nel 2009.

Nell'inverno del 2012 viene trasferito a Livorno, dove, per primo in flotta, viene riverniciato con la nuova livrea e con i nuovi colori Toremar. Dopo la stagione estiva 2012 viene di nuovo disarmato a Livorno fino alla primavera successiva.
Nell'autunno del 2014 viene sottoposto a lavori di ammodernamento e ristrutturazione nei cantieri navali Palumbo di Napoli.

## Incidenti
Il 1º febbraio 2022, durante le manovre di ormeggio a Portoferraio, urta la banchina con il bulbo di prua, senza tuttavia riportare danni di rilievo; due passeggeri presenti a bordo sono caduti riportando contusioni leggere.

## Navi gemelle
- Cossyra (ex Piero della Francesca)
- Pietro Novelli
- Oglasa